# Rāzna-meer
Het Rāzna-meer (Lets: Rāznas ezers of Rēznas ezers) is een meer in het oosten van Letland. Qua volume is het het grootste meer van Letland, qua oppervlakte het op een na grootste, alleen het Lubāns-meer is dan groter. Het meer ligt in het nationaal park Rāzna. In het meer zwemmen 26 verschillende soorten vissen. Bij een hoge waterstand stroomt het meer over in het nabijgelegen Zosna-meer.